# Türkü
Un türkü est une chanson populaire, souvent anonyme, en langue turque.
Un énorme travail a été effectué au cours du XXe siècle pour recenser et noter les paroles et les musiques de ces chansons dont la radio d’État turque (la TRT) maintient un catalogue. À ce travail ont notamment contribué Muzaffer Sarısözen, Nida Tüfekçi et (accessoirement) Béla Bartók.

## Interprètes
- Pınar Aydınlar
- Pir Sultan Abdal
- Âşık Veysel
- Aşık Mahzuni Şerif
- Emrah Mahzuni
- Ali Mahzuni
- Aşık Ali Nurşani
- Engin Nurşani
- Aşık Meftuni
- Erkan Meftuni
- Aşık Abdullah Papur
- Ercan Papur
- Aşık Sulari
- Aşık Nesimi Cimen
- Mazlum Cimen
- Aşık Muhlis Akarsu
- Aşık Ereni
- Aşık yoksuli
- Ahmet Kaya
- Halit Bilginc
- Oğuz Aksac
- Abidin Biter
- Arzu Şahin Biter
- zara
- Hüseyin Turan'
- Deste Gunaydin
- Sebahat Akkiraz
- Selda Bağcan
- Mustafa özarslan
- Cengiz Özkan
- Arif Sağ
- Tolga sağ
- Erdal Erzincan
- Metin Karataş
- Ergün efe
- Serpil efe
- Güler duman
- Özlem özdil
- Ismail Ipek
- Yavuz top
- Dertli Divani
- Mustafa Kılcık
- Mustafa Kavak
- Erkan Oğur
- Ismail Hakkı Demircioğlu
- Tarkan
- Haluk levent
- Kıraç
- Seyfi yerlikaya
- Caner Gülsüm
- Aynur Haşhaş
- Âşık Gülabi
- Sevcan Orhan